# ビクトル・カマラサ
ビクトル・カマラサ・フェランド（Víctor Camarasa Ferrando、1994年5月28日 - )は、スペイン・バレンシア州メリアーナのサッカー選手。CDエルデンセ所属。ポジションはMF。

## 経歴
レバンテUDの下部組織出身であり、2013-14シーズンにトップチームデビューした。2017年6月29日、レアル・ベティスに5年契約で移籍した。
2018年8月9日、カーディフ・シティFCに期限付き移籍。自身初となるプレミアリーグ挑戦であり、第2節のニューカッスル・ユナイテッドFC戦でデビューした。
2019年8月7日、クリスタル・パレスFCに期限付き移籍。
2020年1月13日、デポルティーボ・アラベスにシーズン終了までのレンタル移籍。レンタルバック後の2020-21シーズン、開幕直後に前十字靭帯断裂の重傷を負い、このシーズンの公式戦出場は絶望的となった。
2023年2月1日、レアル・オビエドへ移籍し、2年半契約を結んだ。
2024年7月11日、CDエルデンセへ1年契約で移籍。

## タイトル

### クラブ
レアル・ベティス
- コパ・デル・レイ : 1回 (2021-22)